# Campagnes de pacification et d'occupation
 (mars 2024).
Les Campagnes de Pacification et d'Occupation portugaises (Campanhas de Pacificação e Ocupação en portugais) ont été un vaste ensemble d'opérations militaires menées dans les dernières décennies du dix-neuvième siècle et dans les deux premières décennies du vingtième siècle par les Forces Armées Portugaises dans les provinces africaines d'outre-mer de l'Empire Portugais. Ces campagnes ont été menées à Chaimite, au Mozambique où Joaquim Augusto Mouzinho de Albuquerque a capturé le roi Vatua Gungunhana mais aussi à Mongua, en Angola.
Cela a abouti à la sécurisation de vastes territoires en Afrique pour le Portugal et à la création de l'Angola, du Mozambique et de la Guinée-Bissau modernes.